# Äivisjaurajte
Äivisjaurajte är en sjö i Sorsele kommun i Lappland och ingår i Umeälvens huvudavrinningsområde. Sjön har en area på 0,151 kvadratkilometer och ligger 1 101,1 meter över havet. Äivisjaurajte ligger i Vindelfjällen Natura 2000-område.

## Delavrinningsområde
Äivisjaurajte ingår i det delavrinningsområde (731224-151101) som SMHI kallar för Utloppet av Äivisjaurajte. Medelhöjden är 1 137 meter över havet och ytan är 1,02 kvadratkilometer. Det finns inga avrinningsområden uppströms utan avrinningsområdet är högsta punkten. Vattendraget som avvattnar avrinningsområdet har biflödesordning 4, vilket innebär att vattnet flödar genom totalt 4 vattendrag innan det når havet efter 378 kilometer. Avrinningsområdet består mestadels av kalfjäll (85 procent). Avrinningsområdet har 0,15 kvadratkilometer vattenytor vilket ger det en sjöprocent på 14,7 procent.